# Walter Grasskamp
Walter Grasskamp (* 27. Mai 1950 in Kapellen/Erft) ist ein deutscher Kunstkritiker und -soziologe.

## Leben
Grasskamp studierte Literaturgeschichte, Kunstgeschichte, Philosophie und Soziologie in Köln, Konstanz und Aachen 1968–1974; 1979 wurde er promoviert. Ab 1975 arbeitete er als Kritiker für Rundfunk, Zeitungen und Fachzeitschriften. Ab 1985 war er Professor für Kunstwissenschaft an den Fachhochschulen Münster und Aachen, von 1995 bis zu seiner Emeritierung war er Professor für Kunstgeschichte an der Akademie der Bildenden Künste in München, von 1999 bis 2003 als stellvertretender Rektor. Seit 2003 ist er Mitglied der Akademie der Künste, Berlin, Sektion Bildende Kunst. Grasskamp lebt in Weilheim in Oberbayern.

## Werke
Grasskamp ist Autor zahlreicher Werke zu moderner und zeitgenössischer Kunst, zu Museumsgeschichte, Kulturpolitik und Kunst im öffentlichen Raum, Theorie der Moderne, Kunst und Geld, Konsumtheorie sowie Popkultur. Zu seinen Veröffentlichungen zählen u. a. „Die unbewältigte Moderne. Kunst und Öffentlichkeit“ (1989), „Kunst und Geld“ (1998), „Konsumglück“ (2000), „Ist die Moderne eine Epoche? Kunst als Modell“ (2002), „Das Cover von Sgt. Pepper“ (2004), „Ein Urlaubstag im Kunstbetrieb“ (2010),  „Das Kunstmuseum. Eine erfolgreiche Fehlkonstruktion“ (2016).
- Hans Haacke. Fotonotizen Documenta 2/1959. Deutscher Kunstverlag, München 2011, ISBN 978-3-422-07068-4.
- Hans Mayer. Verlag der Buchhandlung Walther König, Köln 2017, ISBN 978-3-96098-034-6. (Dokumentation eines Gesprächs zwischen Grasskamp und Mayer)